# Keizerpalts Kaiserswerth
De keizerpalts Kaiserswerth is een burchtruïne in het stadsdeel Kaiserswerth van Düsseldorf. Het direct aan de Rijn gelegen kasteel deed dienst als palts voor de keizers van het Heilige Roomse Rijk en om tol te heffen.

## Beschrijving
De behouden delen van het kasteel stammen uit de twaalfde eeuw.
Het hoofdgebouw, dat aan de Rijnoever lag en drie verdiepingen telde, was bijna 51 m lang, 30 m breed en tussen 20 en 25 m hoog. De drie verdiepingen werden door een monumentale, bijna 2 m brede trap met elkaar verbonden. Achter het hoofdgebouw lag een toren, die 17 m bij 17 m groot was, 5 m dikke muren had, en op historische afbeeldingen een hoogte van ongeveer 55 m had. In het noorden lag de Kleefse Toren, die door een overbrugde gracht van de hoofdburcht gescheiden was en als toegang diende. Het geheel werd door een kasteelmuur en een gracht omgeven.
Als bouwmateriaal werden trachiet, die volgens een inscriptie van de Drachenfels in het Zevengebergte afkomstig is, en donkere basalt gebruikt, en daarnaast voor de waterputten en bogen ook tufsteen en baksteen.
Opmerkelijk is een 9 m hoge cisterne in het zuidelijke deel van de ruïne. Door een zandlaag werd hier regenwater voor de watervoorziening in het kasteel gezuiverd. Een dergelijke installatie is niet bekend uit andere bouwwerken uit die tijd.
Van de burcht is, onder meer door de aanleg van een hoogwaterdam in 1884, tegenwoordig alleen nog het oostelijke deel van het hoofdgebouw zichtbaar.

## Geschiedenis
Rond 700 schonk Pepijn van Herstal aan Suïtbertus een kunstmatig eiland in de Rijn, waarop die een klooster stichtte. Naast het klooster ontstond ook een nederzetting, Kaiserswerth. In de 11e eeuw liet keizer Hendrik III een bestaande burcht op het eiland tot palts uitbouwen. In 1062 vond hier de Staatsgreep van Kaiserswerth plaats. Van de bebouwing uit deze tijd is niets bewaard gebleven.
In 1174 verplaatste keizer Frederik I Barbarossa het tolrecht op de Rijn van Tiel naar Kaiserswerth. Voor dit doel werd het kasteel tot een machtige vesting herbouwd, wat onder zijn zoon Hendrik VI afgesloten werd. 
In 1215 werd de burcht door graaf Adolf III van Berg veroverd en in 1248 door graaf Willem II van Holland. Daarna werd het kasteel aan verschillende heren verpand, totdat het in 1424, samen met de stad en het tolrecht, in handen van het Keurvorstendom Keulen kwam. Onder aartsbisschop Salentijn van Isenburg-Grenzau werd het kasteel verbouwd.
In 1656 ontstond aanzienlijke schade door een kruitexplosie, en kort daarna leed het kasteel tussen 1688 en 1692 onder de gevechten om de opvolging van aartsbisschop Maximiliaan Hendrik van Beieren, en daarna vanaf 1702 onder belegering in het kader van de Spaanse Successieoorlog. Daarna was het kasteel voor het grootste deel verwoest. Alleen het westelijke deel van het hoofdgebouw stond nog overeind. De stenen van de rest werden gebruikt voor de wederopbouw van de stad.

## Bron
- Burgen auf Ruhr, Kai Niederhöfer (red.), Klartext Verlag Essen, 2010.